# Vuelo 574 de Adam Air
El vuelo 574 de Adam Air, de la aerolínea indonesia Adam Air, fue un vuelo nacional que partió el 1 de enero de 2007 desde el Aeropuerto Internacional de Juanda, en Surabaya, Java con destino al Aeropuerto Internacional Sam Ratulangi de Manado y se estrelló en el estrecho de Macasar, en las cercanías de Polewali, isla de Célebes (en indonesio: Sulawesi). Las cajas negras se recuperaron ocho meses después del fondo del mar. El informe final, publicado el 25 de marzo de 2008, concluyó que los pilotos perdieron el control de la aeronave después de preocuparse por la solución de problemas del sistema de navegación inercial y desconectaron inadvertidamente el piloto automático.
El aparato era un Boeing 737-400 que llevaba 96 pasajeros a bordo además de 6 miembros de la tripulación. No hubo ningún superviviente.
Este accidente provocó que las autoridades europeas prohibieran a todas las aerolíneas indonesias operar en la Unión Europea. Asimismo, el Gobierno de Indonesia retiró el permiso de vuelo a Adam Air, que posteriormente se declaró en bancarrota.

## Aeronave
El avión implicado en el accidente fue un Boeing 737-400 con matrícula PK-KKW de la aerolínea Adam Air. Efectuó su primer vuelo el 11 de enero de 1989, y operó para otras ocho compañías diferentes. La aeronave tenía 45 371 horas de vuelo y había sido inspeccionada y aprobada por última vez por el Ministerio de Transporte de Indonesia el 25 de diciembre de 2005. La siguiente inspección estaba prevista para finales de enero de 2007.

## Cronología del vuelo
El 1 de enero de 2007, a las 12:59 hora local (05:59 UTC), el avión despegó del Aeropuerto Internacional de Juanda, Surabaya, con 96 pasajeros a bordo (85 adultos, 7 niños y 4 bebés) y 6 miembros de la tripulación.[cita requerida] La lista de pasajeros se componía en su mayoría de ciudadanos indonesios; los únicos extranjeros eran tres americanos pertenecientes a la misma familia. El vuelo, con una duración prevista de dos horas, tenía previsto llegar al Aeropuerto Internacional Sam Ratulangi, Manado, a las 16:00 hora local, horario que se mantuvo hasta la desaparición del vuelo de las pantallas de radar del control de tráfico aéreo en Macasar, Célebes Meridional. El último contacto se efectuó a las 14:56 hora local (06:56 UTC). La última posición de baliza conocida fue detectada por un satélite de Singapur. La altitud mostrada en las pantallas de radar era de 35 000 pies (10 670 metros).

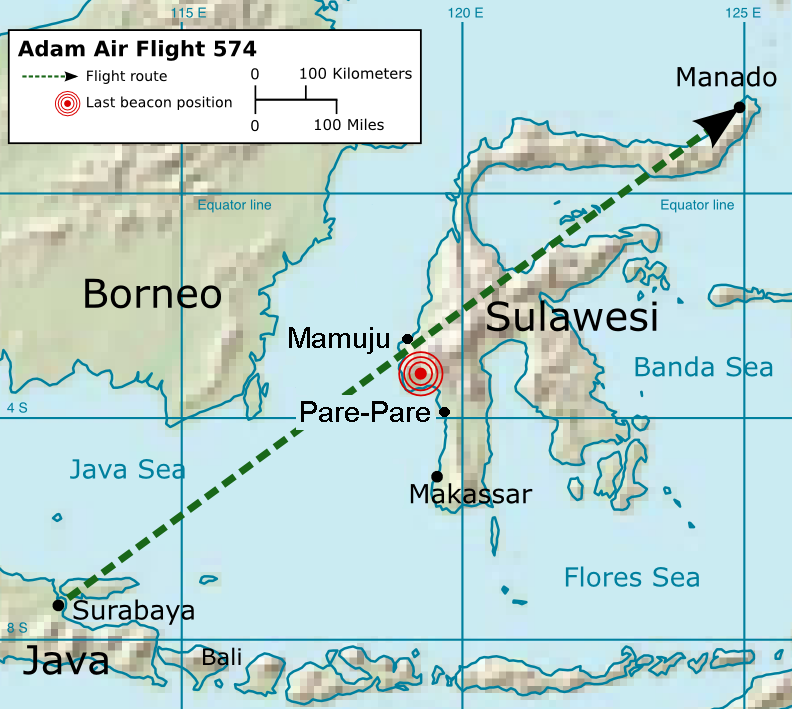
Mapa de la ruta del avión, señalando el lugar del accidente.

El tiempo en la región era tormentoso; la Agencia Indonesia de Meteorología, Climatología y Geofísica informó de que el techo de nubes alcanzaba los 30 000 pies (9140 metros) de altura y la velocidad del viento era de una media de 30 nudos (56 km/h) en la zona. Aunque el operador del aeropuerto de Juanda, PT Angkasa Pura I, había advertido al piloto sobre las malas condiciones climatológicas, el vuelo partió según lo programado. El avión atravesó vientos cruzados de más de 70 nudos (130 km/h) sobre el estrecho de Macasar, al oeste de Célebes, cuando modificó su rumbo hacia el este directo a tierra, antes de perder el contacto. No hubo llamadas de ayuda por parte del avión.

## Dramatización
Este accidente fue presentado en el programa de televisión canadiense Mayday: catástrofes aéreas, en el episodio titulado «El avión que desapareció».